# Segunda Batalla de Kosovo
La Segunda batalla de Kosovo (húngaro: második rigómezei csata, turco: İkinci Kosova Savaşı) (17–20 de octubre de 1448) fue una batalla terrestre entre un ejército cruzado mandado por húngaros y el Imperio otomano en Kosovo Polje. Fue el último intento húngaro por vengar la derrota de Varna cuatro años antes.
En los tres días de batalla el ejército otomano del sultán Murad II derrotó a los cruzados mandados por el regente Juan Hunyadi. Calculando que necesitaría más de 40 000 hombres para derrotar a los Otomanos, el regente húngaro buscó unir a las fuerzas albanesas anti otomanas, posiblemente dirigidas por Skanderbeg. Los otomanos supieron del avance cruzado desde su base en Sofía, tras lo que comenzaron a preparar sus tropas.
Tras fracasar en la búsqueda del principal ejército otomano, al que ubicaba en Edirne, Hunyadi fue cogido por sorpresa el 17 de octubre cuando el ejército Otomano apareció ante sus hombres en el Campo de Kosovo. Construyó un tabor en la colina de Plementina para enfrentarse a los otomanos, que construyeron su propia empalizada. Las escaramuzas de caballería en los flancos de la empalizada y un ataque nocturno de los cruzados usando carros y armas de fuego contra la posición central del Sultan en la noche de 18/19 octubre produjo derramamiento de sangre, pero sin resultados concluyentes.
El 19 de octubre Murad II utilizó su caballería sipahi de Tesalia para envolver la caballería del flanco izquierdo Cruzado, junto con un ataque general a lo largo de toda la línea para distraer a Hunyadi del esfuerzo primario. La maniobra funcionó y Valacos, Moldavos y la caballería húngara fueron alcanzados por los sipahis, que no hicieron prisioneros. Gran parte del ejército cruzado se retiró entonces. El 20 de octubre, con Murad II personalmente observando la lucha, los Jenízaros atacaron y mataron a todos los que permanecían en la empalizada.
La batalla acabó con cualquier esperanza de salvar Constantinopla del Imperio otomano. El reino húngaro se quedó sin recursos para frenar a los otomanos y, tras el fin de la amenaza cruzada, el hijo de Murad, Mehmed II quedó libre para poner sitio a Constantinopla en 1.453.

## Contexto
En 1448, Juan Hunyadi consideró que estaba en un momento idóneo para lanzar una campaña contra el Imperio otomano. Después de la derrota en la Batalla de Varna (1444), reclutó otro ejército para atacar a los otomanos. Su estrategia estaba basada en una esperada revuelta en losBalcanes, un ataque sorpresa, y la destrucción de la fuerza principal otomana en una sola batalla.
En septiembre de 1448 Hunyadi dirigió las fuerzas húngaras a través del Danubio y las acampó en Serbia cerca de Kovin, justo a las afueras de la capital serbia de Smederevo. Durante un mes completo, los húngaros acamparon allí a la espera de los cruzados alemanes, el vaivoda de Valaquia y los ejércitos bohemio y albanés. El ejército albanés de Skanderbeg no participó en esta batalla ya que había sido advertido de no unirse a Hunyadi  por los otomanos y sus aliados. Se cree que fue retrasado por el déspota serbio Đurađ Branković, entonces aliado del sultán Murad II, pese a que el papel exacto de Branković es discutido. Skanderbeg respondió arrasando los dominios de Branković como castigo por desertar la causa cristiana.
Branković reaccionó ambiguamente y negoció su entrada en la Cruzada contra los Otomanos durante ese tiempo. Hunyadi había dicho a Branković que había traído 20 000 de sus hombres, a la espera de refuerzos adicionales, y que él [Branković] con su caballería ligera era el único aliado necesario para hacer de la batalla una victoria decisiva. Branković estaba cansado, tras haber recuperado su reino tras una invasión otomana a gran escala en 1444, y plenamente consciente de la fuerza militar otomana, deseoso de mantener su trono. Branković tampoco estaba dispuesto a ponerse a las órdenes de Hunyadi, que personalmente le desagradaba al considerarle de baja estatura.
El punto central de la disputa entre Hunyadi y Branković eran sus diferencias personales. Tras la Paz de Szeged en 1.444, Serbia se convirtió en vasalla del imperio Otomano, accediendo a pagar 50 000 florines y contribuyendo con 4000 soldados de caballería ante una llamada a las armas. El déspota ofreció a Hunyadi y Vladislao todas sus posesiones en Hungría a cambio de mantener la paz. Hunyadi no dio mucho crédito a los tratos con los Otomanos, mientras que Branković veía la situación como una oportunidad para la paz y la prosperidad en Serbia. Branković partió hacia Smederevo. Más tarde ese mismo año, los cruzados intentaron llegar a Adrianópolis cruzando Serbia y Bulgaria, pero Branković les negó el paso. Como sabían los cruzados, la flota veneciana podía bloquear el estrecho de Mármara solo por un breve tiempo, así que decidieron seguir la ruta del Danubio, pero Hunyadi consideró que el déspota estaba loco por creer que Murad le devolvería su territorio permanentemente y prometió a Branković prender fuego a Serbia a su regreso. Tras la batalla de Varna, Hunyadi pasó 1445 resolviendo asuntos internos, en 1446 tuvo que enfrentarse en Estiria contra Ulrico de Celje y en 1.447 sofocó una revuelta en Valaquia, pero en 1448 había llegado el momento de una nueva cruzada, y otra oportunidad para el déspota de redimirse, pero nuevamente negó el paso y pidió ayuda a los Otomanos.[cita requerida]

## Batalla
Los cruzados, en un número de 22 000-30 000,[10] llegaron al Campo de Kosovo – el emplazamiento de la primera Batalla de Kosovo en 1389, entre Serbios y Otomanos – y afrontaron un ejército Otomano de hasta 60 000. El sultán Murad comandó personalmente una gran sección de artillería y jenízaros, mientras su hijo y sucesor, de 16 años Mehmed, que participaba por vez primera en una batalla, dirigió las tropas Anatolias en el ala derecha. Hunyadi mandaba el centro de su ejército en la batalla, mientras que el ala derecha de los Cruzados era dirigido por los valacos. Los húngaros disponían de cañones de gran calibre.
Al día siguiente la batalla comenzó con el ataque de Hunyadi a los flancos otomanos con caballería mixta (ligera y pesada). Los flancos turcos, formados por tropas de Rumelia y Anatolia, retrocedían hasta que llegó la caballería ligera turca. Los flancos cristianos fueron derrotados y los supervivientes retrocedieron hasta el grueso del ejército de Hunyadi. Hunyadi respondió atacando con su fuerza principal, compuesta de caballeros e infantería ligera. Los jenízaros no tuvieron éxito y la caballería consiguió avanzar a través del centro turco, pero fueron detenidos ante el campamento. Tras contener el ataque principal, la infantería turca se reagrupó e hizo retroceder a la caballería húngara. La caballería ligera, que no contaba ahora con el apoyo de los caballeros fue igualmente derrotada y las fuerzas húngaras retrocedieron hasta su campamento. Durante la retirada, los jenízaros mataron a la mayor parte de la nobleza húngara; Hunyadi huyó, pero sería capturado por los Serbios. Por la noche, la infantería turca bombardeó a los húngaros, que respondieron con artillería. Al día siguiente, los turcos lanzaron un ataque final que acabó con los restos del ejército húngaro.

## Consecuencias
Los estados balcánicos cristianos fueron incapaces de resistir a los otomanos, cayendo bajo el control de su Imperio. Después de la batalla, Hunyadi fue capturado por Branković, que le liberó después de un acuerdo que incluía el pago de 100 000 florines, la devolución de los territorios arrebatados por Hunyadi y el compromiso entre el heredero de Hunyadi y la hija de Branković Hunyadi consiguió defender con éxito las fronteras del Reino de Hungría ante los otomanos. Skanderbeg también logró resistir en Albania hasta su muerte en 1468, pero diez años más tarde en 1.478 el país cayó bajo el poder otomano. La Islamización de los estados balcánicos se mantendría durante los dos siguientes siglos.

### Citas
1. 1 2  Antoche, 2017, p. 273.
2. ↑  Antoche, 2017, p. 283.
3. ↑  Mehmed the Conqueror and His Time by Franz Babinger, page 55
4. ↑  Rogers, Clifford (21 de junio de 2010). The Oxford Encyclopedia of Medieval Warfare and Military Technology. Oxford University Press. p. 471. ISBN 9780195334036. Consultado el 11 de septiembre de 2012.
5. ↑  Frashëri, 2002
6. ↑  Vaughan, Dorothy Margaret (1 de junio de 1954). Europe and the Turk: a pattern of alliances, 1350-1700. AMS Press. p. 62. ISBN 9780404563325. Consultado el 12 de septiembre de 2012.
7. ↑  Sedlar, Jean W. (1994). East Central Europe in the Middle Ages, 1000-1500. University of Washington Press. p. 393. ISBN 9780295972909. Consultado el 12 de septiembre de 2012.
8. ↑  Babinger, 1992
9. ↑  Kenneth, Setton (1997). The papacy and the Levant, 1204–1571: The thirteenth and fourteenth centuries II. Philadelphia: American Philosophical Society. p. 100. ISBN 978-0-87169-127-9. Consultado el 8 de diciembre de 2010. «Scanderbeg tenía la intención de acudir "personalmente" con un ejército para apoyar a Hunyadi, pero fue prevenido por Branković, cuyas tierras habían sido saqueadas como castigo por abandonar la causa cristiana.»
10. ↑  Turnbull, The Ottoman Empire 1326-1699, p. 36 "Hunyadi dirigía un ejército de 24 000 hombres, incluyendo 8.000 Valacos, pero sufrió otra derrota militar sin ni siquiera llegar a ver a sus aliados albaneses."
11. ↑  Bennett, The Hutchinson Dictionary of Ancient & Medieval Warfare, p. 182 "Hunyadi dirigió unos 24 000-30 000 hombres incluyendo 10 000 valacos, pero debería haber esperado a las fuerzas de Skanderbeg' antes de enfrentarse a los 40 000 efectivos de Murad."
12. ↑  Sedlar, East Central Europe in the Middle Ages, p. 248 "Hunyadi,que era ahora el terrateniente más rico de Hungría, había reunido un ejército de 24.000 hombres a partir de sus propios recursos, incluyendo soldados alemanes y bohemios armados con armas de fuego para complementar a su caballería húngara. [...]Esta vez, el sultán situó sobre el terreno una fuerza de al menos 60 000 hombres, incluyendo jenízaros con mosquetes y un contingente de artillería."
13. ↑  Molnár, Miklós (30 de abril de 2001). A Concise History of Hungary. Cambridge University Press. p. 65. ISBN 9780521667364. Consultado el 12 de septiembre de 2012.